# Port Vila Premia Divisen 2013-2014
La Port Vila Premia Divisen 2013/2014 è stata la diciannovesima edizione del Campionato vanuatuano di calcio di massima divisione. Il campionato si è disputato dal 18 ottobre 2013 al 22 marzo 2014. Il campionato è stato vinto dall'Amicale Football Club che si è qualificato alla OFC Champions League 2014-2015.

## Classifica
|  | Pos. | Squadra            | Pt | G  | V | N | P  | GF | GS | DR  |
|  | ---- | ------------------ | -- | -- | - | - | -- | -- | -- | --- |
|  | 1.   | Amicale            | 30 | 14 | 9 | 3 | 2  | 35 | 10 | +25 |
|  | 2.   | Erakor Golden Star | 29 | 14 | 8 | 5 | 1  | 25 | 17 | +8  |
|  | 3.   | Tafea              | 25 | 14 | 7 | 4 | 3  | 19 | 10 | +9  |
|  | 4.   | Spirit 08          | 24 | 14 | 7 | 3 | 4  | 24 | 17 | +7  |
|  | 5.   | Tupuji Imere       | 18 | 14 | 5 | 3 | 6  | 18 | 15 | +3  |
|  | 6.   | Ifira Black Bird   | 14 | 14 | 4 | 2 | 8  | 21 | 26 | -5  |
|  | 7.   | Shepherds Utd      | 9  | 14 | 2 | 3 | 9  | 12 | 23 | -11 |
|  | 8.   | Yatel              | 7  | 13 | 2 | 1 | 10 | 7  | 40 | -33 |

Legenda:

      Ammessa alla VFF National Super League 2014

      Retrocesse in TVL First Division 2014-2015
Note:

Tre punti a vittoria, uno a pareggio, zero a sconfitta.